# Federación Europea de Trabajadores de la Minería, Química y Energía
La Federación Europea de Trabajadores de la Minería, Química y Energía (en inglés, European Mine, Chemical and Energy Workers' Federation, EMCEF) es la organización sindical de los trabajadores europeos de la industria química, la minería y la energía. Está afiliada a la Confederación Europea de Sindicatos (en inglés, European Trade Union Confederation, ETUC) y es la organización regional de la Federación Internacional de Trabajadores de Química, Energía, Minería e Industrias Diversas (en inglés, International Federation of Chemical, Energy, Mine and General Workers’ Unions, ICEM). Tiene su sede en Bruselas.

## Organización
La EMCEF está organizada en 4 comités:
- Negociación colectiva
- Comités de empresa europeos
- Relaciones laborales (incluido Medio Ambiente, Salud y Seguridad)
- Diálogo Social

Los órganos políticos de la EMCEF son:
- El Presidium, bajo la presidencia de Hubertus Schmoldt, que es también presidente del sindicato IG BCE en Alemania. Tiene además 9 vicepresidentes en representación de Bélgica, Dinamarca, Francia, Alemania, Italia, Polonia, Rumanía, España y el Reino Unido.
- El Comité Ejecutivo, que se reúne al menos una vez al año.
- El Congreso, que se reúne cada cuatro años y representa el órgano supremo de la Federación.

## Miembros
Los miembros afiliados a esta federación son sindicatos en representación de casi todos los países europeos:
Albania, Alemania, Bélgica, Bosnia-Herzegovina, Bulgaria, Chipre, Croacia, Dinamarca, Eslovaquia, Eslovenia, España, Estonia, Finlandia, Francia, Grecia, Holanda, Hungría, Irlanda, Islandia, Italia, Kosovo, Letonia, Lituania, Luxemburgo, Macedonia del Norte, Malta, Mónaco, Noruega, Polonia, Portugal, Reino Unido, República Checa, Rumanía, Serbia, Suecia, Suiza y Turquía.

### Miembros españoles
Los sindicatos españoles afiliados a la EMCEF son:
- Federación de Industrias Afines (FIA) de UGT.[3]
- Federación de trabajadores de industrias químicas y afines (FITEQA) de CCOO.[4]
- Federación de Servicios a la Ciudadanía (FSC) de CCOO.[5]
- Federación de Trabajadores del Transporte, Puertos, Pesca, Prensa, Textil, Construcción, Madera, Química y Energía (País Vasco) de ELA (ELA-HAINBAT)[6]
- Federación de Industria (FI) de CCOO.[7]